# Heiligenkreuz, Niederösterreich
Heiligenkreuz är en ort och kommun i Österrike. Den ligger i distriktet Baden i förbundslandet Niederösterreich, 25 km sydväst om huvudstaden Wien. Här ligger klostret Heiligenkreuz stift.
Kommunen består av fem orter (Ortschaften) (inom parentes invånarantal 1 januari 2024):

- Füllenberg (39)
- Heiligenkreuz (555)
- Preinsfeld (133)
- Sattelbach (148)
- Siegenfeld (747)